# NGC 174
NGC 174 es una galaxia espiral barrada localizada en la constelación de Sculptor.